# MLB All-Star Game 1989
MLB All-Star Game 1989 – 60. Mecz Gwiazd ligi MLB, który odbył się 11 lipca 1989 roku na Anaheim Stadium w Anaheim. Spotkanie zakończyło się zwycięstwem American League All-Stars 5-3. Frekwencja wyniosła 64 036 widzów.
Najbardziej wartościowym zawodnikiem został Bo Jackson, który zaliczył dwa uderzenia w tym home runa, zaliczył dwa RBI i skradł bazę.
Po raz pierwszy na liście pałkarzy w All-Star Game figurował designated hitter, wyznaczany w przypadku rozgrywania Meczu Gwiazd na stadionie klubu z American League.

## Wyjściowe składy
| National League | National League | National League | National League | American League | American League | American League | American League |
| #               | Zawodnik        | Klub            | Pozycja         | #               | Zawodnik        | Klub            | Pozycja         |
| --------------- | --------------- | --------------- | --------------- | --------------- | --------------- | --------------- | --------------- |
| 1               | Ozzie Smith     | Cardinals       | SS              | 1               | Bo Jackson      | Royals          | LF              |
| 2               | Tony Gwynn      | Padres          | RF              | 2               | Wade Boggs      | Red Sox         | 3B              |
| 3               | Will Clark      | Giants          | 1B              | 3               | Kirby Puckett   | Twins           | CF              |
| 4               | Kevin Mitchell  | Giants          | LF              | 4               | Harold Baines   | White Sox       | DH              |
| 5               | Eric Davis      | Reds            | CF              | 5               | Julio Franco    | Rangers         | 2B              |
| 6               | Howard Johnson  | Mets            | 3B              | 6               | Cal Ripken Jr.  | Orioles         | SS              |
| 7               | Pedro Guerrero  | Cardinals       | DH              | 7               | Rubén Sierra    | Rangers         | RF              |
| 8               | Ryne Sandberg   | Cubs            | 2B              | 8               | Mark McGwire    | Athletics       | 1B              |
| 9               | Benito Santiago | Padres          | C               | 9               | Terry Steinbach | Athletics       | C               |
|                 | Rick Reuschel   | Giants          | P               |                 | Dave Stewart    | Athletics       | P               |

| National League                                                                             | 2 | 0 | 0 | 0 | 0 | 0 | 0 | 1 | 0 | 3 | 9  | 1 |
| American League                                                                             | 2 | 1 | 2 | 0 | 0 | 0 | 0 | 0 | X | 5 | 12 | 0 |
| WP: Nolan Ryan (1–0) LP: John Smoltz (0–1) SV: Doug Jones (1) Home runy: AL: Bo Jackson (1) |   |   |   |   |   |   |   |   |   |   |    |   |

## Składy
| Miotacze - Chuck Finley (1) - Mark Gubicza (2) - Mike Henneman (1) - Doug Jones (2) - Jack Morris (4) - Mike Moore (1) - Dan Plesac (3) - Jeff Russell (2) - Nolan Ryan (8) - Dave Stewart (1) - Greg Swindell (1) Łapacze - Terry Steinbach (2) - Mickey Tettleton (1) Designated hitters - Harold Baines (4) - Jeffrey Leonard (2) |  | Wewnątrzpolowi - Wade Boggs (5) - Tony Fernández (3) - Julio Franco (1) - Gary Gaetti (2) - Kelly Gruber (2) - Mark McGwire (3) - Cal Ripken Jr. (7) - Steve Sax (4) Zapolowi - José Canseco (3) - Mike Greenwell (2) - Bo Jackson (1) - Kirby Puckett (4) - Dave Winfield (11) - Rubén Sierra (1) - Devon White (1) |  | Menadżer - Tony LaRussa Trenerzy - Joe Morgan - Doug Rader Honorowy kapitan - Carl Yastrzemski |

| Miotacze - Tim Burke (1) - Mark Davis (2) - John Franco (3) - Orel Hershiser (3) - Jay Howell (3) - Rick Reuschel (3) - Mike Scott (3) - John Smoltz (1) - Rick Sutcliffe (3) - Mitch Williams (1) Łapacze - Tony Peña (5) - Benito Santiago (1) - Mike Scioscia (1) |  | Wewnątrzpolowi - Bobby Bonilla (2) - Will Clark (2) - Glenn Davis (2) - Pedro Guerrero (5) - Howard Johnson (1) - Barry Larkin (2) - Willie Randolph (6) - Ryne Sandberg (6) - Mike Schmidt (12) - Ozzie Smith (9) - Tim Wallach (5) Zapolowi - Vince Coleman (2) - Eric Davis (2) - Andre Dawson (6) - Tony Gwynn (5) - Von Hayes (1) - Kevin Mitchell (1) - Darryl Strawberry (6) |  | Menadżer - Tommy Lasorda Trenerzy - Jack McKeon - Buck Rodgers Honorowy kapitan - Don Drysdale |

- W nawiasie podano liczbę powołań do All-Star Game.